# (33826) Kevynadams
2000 DW82 (asteroide 33826) é um asteroide da cintura principal. Possui uma excentricidade de 0.12004210 e uma inclinação de 6.63133º. Este asteroide foi descoberto no dia 28 de fevereiro de 2000 por LINEAR em Socorro.